# Drinov Peak
Drinov Peak är en bergstopp i Antarktis. Den ligger i Sydshetlandsöarna. Argentina, Chile och Storbritannien gör anspråk på området. Toppen på Drinov Peak är 1 592 meter över havet. Drinov Peak ingår i Imeon Range.
Terrängen runt Drinov Peak är varierad. Havet är nära Drinov Peak åt nordväst. Trakten är obefolkad. Det finns inga samhällen i närheten. 